# Quinten Strange
Pour les articles homonymes, voir Strange.
Pas d'image ? Cliquez ici

a Compétitions nationales et continentales officielles uniquement.

b Matchs officiels uniquement.
Dernière mise à jour le 12 juin 2024.
Quinten Strange, né le 21 août 1996 à Tākaka (Nouvelle-Zélande), est un joueur néo-zélandais de rugby à XV jouant au poste de deuxième ligne. Il évolue avec les Crusaders en Super Rugby depuis 2017, et avec la province de Tasman en NPC depuis 2016.

## Carrière

### En club
Quinten Strange est né à Tākaka dans la région de Tasman, mais grandit dans le village de Collingwood dans la même région. Dans le sillage de ses trois frères aînés, il commence le rugby avec le club de Collingwood à l'âge de cinq ans,. Il suit ensuite ses études au Nelson College (en). Il continue la pratique du rugby avec l'équipe de son établissement entre 2010 et 2014, et en devient le capitaine lors de sa dernière saison. Avec cette équipe, il participe au championnat lycéen régional, dont il est finaliste en 2014.
En 2014, après avoir fini le lycée, il rejoint l'académie de la province de Tasman afin de terminer sa formation rugbystique. Il représente ainsi l'équipe des moins de 19 ans de Tasman en 2015 dans le cadre du championnat provincial junior. Parallèlement, il représente également la franchise des Crusaders, avec les équipes jeunes, puis l'équipe Developement (espoir) en 2016,.
Il commence sa carrière professionnelle en 2016, lorsqu'il est retenu avec l'effectif senior de Tasman pour disputer le National Provincial Championship (NPC),,. Profitant de la blessure d'Alex Ainley, il s'impose comme le titulaire en deuxième dès sa première saison, et dispute dix rencontres,.
Grâce à ses performances au niveau provincial, il est recruté par les Crusaders pour disputer la saison 2017 de Super Rugby,. Il joue son premier match le 14 avril 2017 contre les Sunwolves,. Il joue six matchs, dont une seule titularisation lors de sa première saison, en raison d'une importante concurrence à son poste avec les All Blacks Sam Whitelock, Scott Barrett et Luke Romano. La même année, il affronte avec sa franchise les Lions britanniques lors de leur tournée en Nouvelle-Zélande.
Il voit son temps de jeu augmenter au fil des saisons, mais ne dispute aucun de match de phases finales, lorsque son équipe remporte trois fois de suite le championnat entre 2017 et 2019. Après ces trois premières années encourageantes, il prolonge son contrat avec les Crusaders pour deux années supplémentaires. En 2020, il manque la saison de Super Rugby sur blessure, mais fait ensuite son retour dans le cadre du Super Rugby Aotearoa, que son équipe remporte,.
Il gagne également des titres avec Tasman, remportant le NPC en 2019 et 2020.
En février 2021, il signe un nouveau contrat avec la fédération néo-zélandaise et les Crusaders portant jusqu'en 2023. La même année, il est nommé co-capitaine de Tasman, aux côtés de David Havili, pour la saison de NPC.
Lors des saisons 2021 et 2022 avec les Crusaders, il voit son temps de jeu baisser, mais participe tout de même à l'obtention de deux nouveau titres, portant le total de trophée à six en autant de saisons. En 2022, lors de la troisième journée de Super Rugby, il est le capitaine des Crusaders pour la première fois.
En 2023, Il profite de la blessure de Sam Whitelock pour obtenir un temps de jeu conséquent. Il débute ainsi les phases finales comme titulaire en deuxième ligne, mais se voit relégué sur le banc pour la finale face aux Chiefs à cause du retour de Whitelock.

### En équipe nationale
Quinten Strange joue avec la sélection scolaire néo-zélandaise (en) en 2014,.
Il est par la suite sélectionné avec l'équipe de Nouvelle-Zélande des moins de 20 ans en 2016. Il participe au championnat du monde junior 2016 en Angleterre,.
En septembre 2020, il est sélectionné pour la première fois avec les All Blacks par Ian Foster, afin de préparer le Tri-nations 2020. Toutefois, il se blesse lors d'un entraînement, et se voit remplacé dans le groupe par son coéquipier Mitchell Dunshea.
En 2023, il est sélectionné avec l'équipe réserve néo-zélandaise, les All Blacks XV (en) pour une tournée au Japon. Il joue les deux matchs face à la sélection japonaise comme titulaire,.

## Palmarès
- Finaliste du National Provincial Championship en 2016, 2017 et 2021 avec Tasman.
- Vainqueur du Super Rugby en 2017, 2018, 2019, 2022, 2023 et 2025 avec les Crusaders.
- Vainqueur du National Provincial Championship en 2019 et 2020 avec Tasman.
- Vainqueur du Super Rugby Aotearoa en 2020 et 2021 avec les Crusaders.